# Shirley Dinsdale
Shirley Dinsdale (São Francisco, 31 de outubro de 1926 - Stony Brook, 9 de maio de 1999) foi uma atriz e ventríloqua estadunidense. Ela ganhou um Emmy em 1949, no primeiro ano em que os prêmios foram entregues.

## Biografia
Shirley Dinsdale Layburn nasceu em São Francisco, e começou sua carreira como ventríloqua aos 14 anos com seu próprio programa de rádio, "Judy in Wonderland". Ela se mudou para Hollywood, onde começou a fazer aparições em programas de rádio de personalidades conhecidas do cinema, como Rudy Vallée. Em 1947, ela estreava na televisão anunciando programas e dando saudações de aniversário na KTLA. Seu sucesso a levou a ter seu próprio programa infantil semanal "The Judy Splinter Show" com sua marionete Judy Splinters.
Mais tarde, ela teve seu próprio show infantil na KNBC seguido por vários outros shows na ABC em Nova York e Chicago. Ela deixou sua carreira na televisão e de 1973 a 1985 foi chefe do Departamento de Terapia Respiratória do Hospital Memorial John T. Mather em Port Jefferson, Nova York.

## Morte
Layburn morreu em 9 de maio de 1999, em sua casa em Stony Brook, Nova York. Ela tinha 72 anos.